# Gorzente
Il Gorzente è un torrente dell'Appennino Ligure che scorre prima a cavallo tra Piemonte e Liguria e che, dopo aver formato gli omonimi laghi, confluisce nel Torrente Piota in provincia di Alessandria. Il perimetro del suo bacino idrografico è di 40 km.
Per gran parte del proprio corso il torrente transita nel Comune di Bosio in luoghi selvaggi e disabitati che fanno parte del Parco Regionale delle Capanne di Marcarolo.

## Corso del torrente
Il Gorzente nasce attorno ai 1000 m s.l.m.) sul versante meridionale del Monte Poggio con un ramo sorgentizio chiamato Rio Lischeo; dirigendosi inizialmente verso nord-est segna il confine tra Piemonte e Liguria e viene sbarrato in sequenza da due dighe che formano il Lago Lungo (687 m) e, poco più a valle, il Lago Bruno (646 m).
Nel Lago Bruno avviene anche la confluenza dell'emissario del Lago Badana, un invaso che raccoglie le acque che scendono dal vallone compreso tra il versante settentrionale del Monte Poggio e la Costa Lavezzara. Il Gorzente scava quindi una valle piuttosto incassata e ricca di meandri e passa nei pressi del Monte Tobbio, che supera allargandosi verso nord-ovest.
Riceve quindi in destra idrografica il contributo del Rio degli Eremiti, in sinistra idrografica quello del Rio Tugello, presso la pozza detta Lago delle Vergini e viene nuovamente sbarrato formando i due invasi della Lavagnina. Con un andamento ora decisamente verso ovest riceve infine da destra il proprio ultimo affluente di rilievo, il Rio Roverno, e confluisce nel Piota a Case Possidenti (214 m), al confine tra i comuni di Lerma e di Tagliolo Monferrato.

## Principali affluenti
- In destra idrografica:
  - Rio Ciapazzi: raccoglie le acque del Monte Orditano e, scorrendo in comune di Ceranesi, si getta nel ramo sorgentizio del Gorzente chiamato Rio Lischeo appena a monte del Lago Lungo;
  - Rio Preadoga: nasce sul versante nord-ovest del Monte delle Figne e raggiunge il Gorzente a 529 m s.l.m., poco a valle di Case Preadoga;
  - Rio Vergone: scava in vallone a ovest della Cascina Carrosina e, raccolte le acque che scendono dal versante meridionale del Tobbio le convoglia nel Gorzente nel quale termina a 515 m di quota;
  - Rio degli Eremiti: nasce dal omonimo colle e raccoglie le acque del versante nord del Monte Tobbio;
  - Rio Roverno: drena una vasta area boscosa a sud di Mornese e confluisce nel Gorzente a 256 m s.l.m..
- In sinistra idrografica:
  - emissario del Lago Badana;
  - Rio Tugello: nasce dall'omonima montagna (847 m s.l.m.) e confluisce nel Gorzente a quota 353.

## Protezione della natura

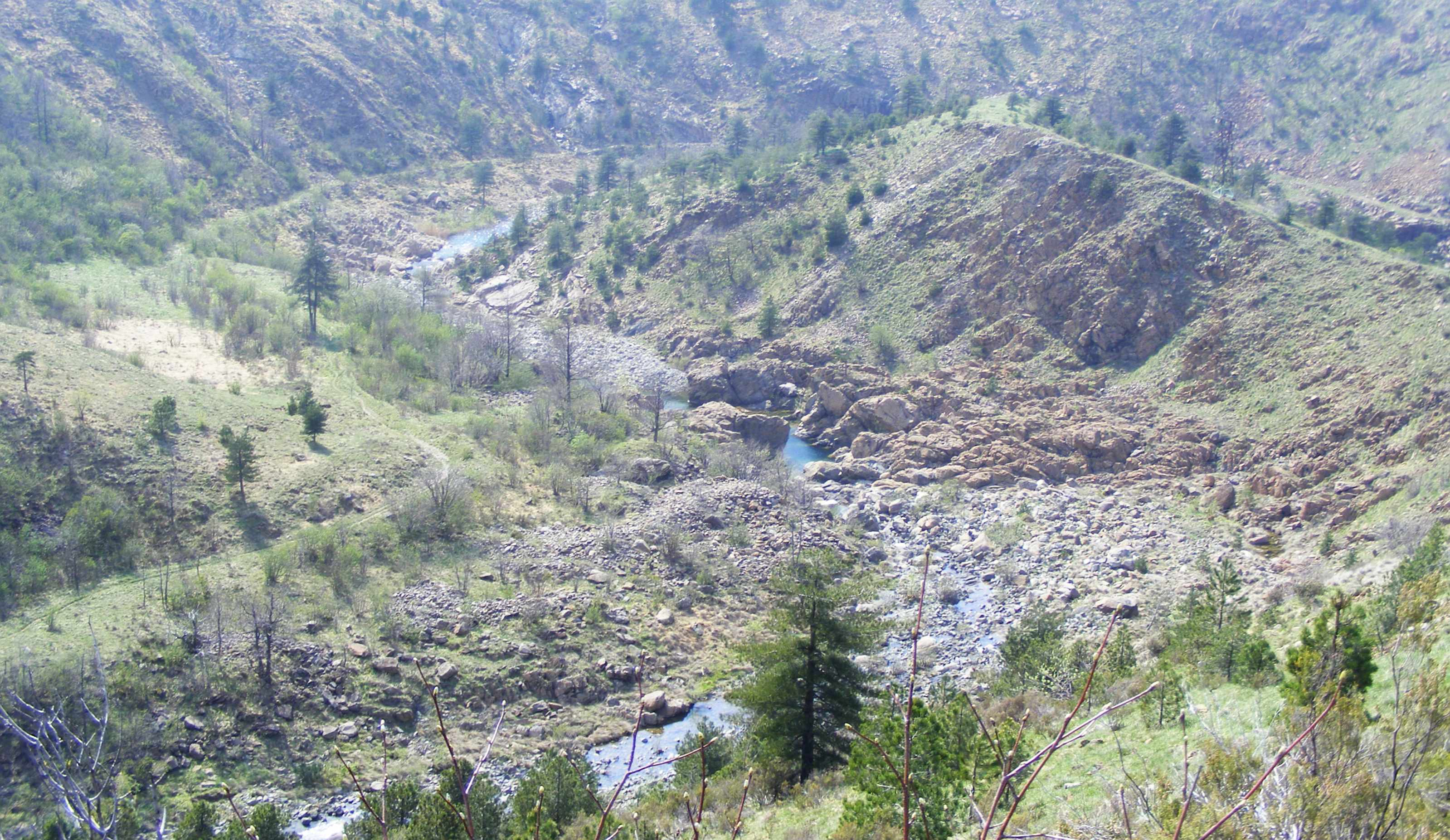
Un meandro formato dal Gorzente a valle del Lago Bruno

Il torrente segna per un tratto il confine del Parco naturale delle Capanne di Marcarolo.